# Marco Baron
Pour les articles homonymes, voir Baron.
Marco Baron est un joueur et un entraineur professionnel canadien de hockey. Il a joué au niveau professionnel comme gardien de but pour les Bruins de Boston, les Kings de Los Angeles et les Oilers d'Edmonton de la Ligue nationale de hockey. Il est ensuite devenu entraîneur d'une équipe suisse.

## Carrière de joueur

### Ligue de hockey junior majeur du Québec
Natif de Montréal, Baron évolue avec le Canadien junior de Montréal dans la Ligue de hockey junior majeur du Québec de 1975-1976 à 1978-1979. Durant ses deux premières saisons avec Montréal, il évolue dans 23 et 41 parties, tenant des moyennes de buts allouées de 3,53 et de 5,44. À sa troisième saison, en 1977-1978, il est impliqué dans 61 des 72 parties de la saison régulière. Il transporte son équipe en compagnie de Denis Savard jusqu'en finale de la Coupe du Président où ils s'inclineront en 4 parties contre les Draveurs de Trois-Rivières dirigé par Michel Bergeron . Au terme de cette saison, il est nommé dans la deuxième équipe d'étoiles de la LHJMQ. À sa dernière saison avec Montréal, il évolue dans 67 des 72 parties du calendrier régulier. Son équipe s'inclinera en demi-finales toujours contre les Draveurs de Trois-Rivières. 
Baron est en deuxième position de la LHJMQ concernant le plus de verdicts de parties se terminant par une nulle pour un gardien dans l'histoire de la ligue. Il égalise, pour une seule année soit en 1979, le record détenu par le gardien Jean Bélisle qui est de 21. Jacques Cloutier bat le record en 1980 avec 22. Baron demeure en deuxième position en compagnie des autres gardiens ayant égalisé cette marque de 21. Concernant cette franchise de Montréal, Baron détient de nombreux records dont le plus de matchs jouées, le plus de victoires, de verdicts nulles ainsi que de blanchissages.

### Ligue nationale de hockey
Au printemps de 1979, après la fin de sa carrière junior, Baron se prépare pour le Repêchage d'entrée dans la LNH . Il souhaite être repêché par les Canadiens de Montréal, l'équipe de sa ville mais ils choisiront Rick Wamsley en troisième ronde comme choix de repêchage dans les gardiens de but. Il est sélectionné en 5e ronde, le 99e au total, par les Bruins de Boston où il ira rejoindre Raymond Bourque. Son coéquipier à Montréal, Mike Krushelnyski le rejoindra avec cette équipe en étant repêché en 6e ronde.  Il a son baptême de la LNH, le 10 janvier 1980 contre les Blues de Saint-Louis à Boston. Malheureusement pour lui, il perdra cette partie 7 à 4 en allouant 2 buts et en étant sur la glace pour deux périodes. C'est sa seule partie avec l'équipe pour cette année-là. L'année suivante, il est impliqué dans 10 parties. Durant la saison 1981-1982, il est le gardien numéro 1 de l'équipe en étant devant le filet pour 44 parties. Il prend la place du vétéran gardien Rogatien Vachon qui en et à sa dernière saison dans la LNH et qui est impliqué que dans 38 parties. En 44 parties, il récolte 22 victoire, un blanchissage et une moyenne de buts allouées de 3.44. 
Pour la saison 1982-1983, Baron est confiant d'être le gardien numéro 1 de l'équipe après la retraite de Vachon. Il ne joue que 9 parties avec Boston cette année-là car le 9 juin 1982, les Bruins acquiert le gardien Pete Peeters des Flyers de Philadelphie. Le 4 janvier 1984, il est échangé aux Kings de Los Angeles contre Bob Laforest.
Baron ne joue qu'une saison avec les Kings conservant une moyenne de buts allouées de 4.31 par parties. Il partage les buts avec 4 autres gardiens durant cette saison. Le 21 février 1985, il signe comme agent libre avec les Oilers d'Edmonton. Il évolue que durant une partie durant la saison 1984-1985 avec Edmonton allouant 2 buts. Même si les Oilers remportent leurs deuxième coupe en 1985, Baron n'est pas admissible pour avoir son nom inscrit sur la Coupe n'ayant pas des statistiques respectant les règles à ce sujet. Il s'agit de sa dernière partie dans la LNH.

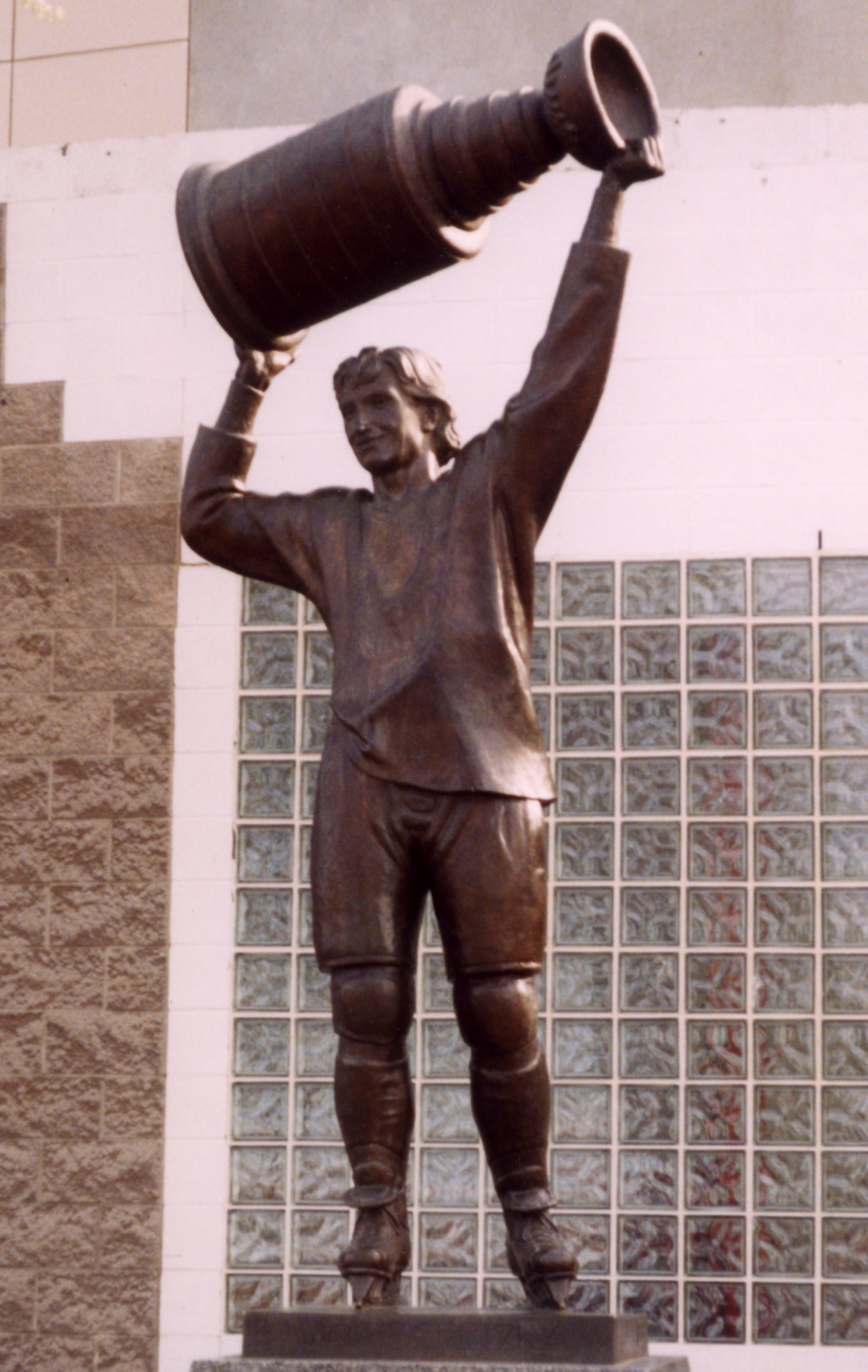
Baron fut coéquipier de Wayne Gretzky en 1985

### Ligue américaine de hockey
Marco Baron a évolué dans plusieurs équipes de la Ligue américaine de hockey durant sa carrière professionnelle. En 1979-1980, il évolue avec les Dusters de Binghamthon. L'année suivante il est impliqué dans 23 parties des Indians de Springfield. Pour la saison 1981-1982, il n'évolue que durant deux parties avec les Blades d'Érié. La saison suivante, il évolue pour les Skipjacks de Baltimore. En 1983-1984 et 1984-1985, c'est avec les Alpines de Moncton qu'il protège les buts. Durant la saison 1984-1985, il évolue une partie avec les Canadiens de Sherbrooke. Cette année-là, cette équipe remporte la Coupe Calder mais son nom ne est pas inscrit sur le trophée n'ayant pas évoluer pour le nombre minimum de parties requis.

### Hockey européen
Pour continuer sa carrière, Marcon Baron décide en 1985 d'aller tenter sa chance en Suisse dans la Ligue Nationale A. Il signe avec l'équipe d'Ambrì-Piotta. Il évolue pour cette équipe de la saison 1985-1986 à la saison 1993-1994.

## Vie personnelle
Après sa carrière de hockeyeur, il demeure en Suisse ou il devient entraineur pour les joueurs de l'équipe d'Ambrì-Piotta. 
Il devient commentateur et analyse de hockey à la télévision  suisse de langue italienne.
Il a deux fils, Mathieu et Olivier.

## Statistiques
| Saison     | Équipe                       | Ligue      |    | Saison régulière | Saison régulière | Saison régulière | Saison régulière | Saison régulière | Saison régulière | Saison régulière | Saison régulière | Saison régulière | Saison régulière |   | Séries éliminatoires | Séries éliminatoires | Séries éliminatoires | Séries éliminatoires | Séries éliminatoires | Séries éliminatoires | Séries éliminatoires | Séries éliminatoires | Séries éliminatoires |
| Saison     | Équipe                       | Ligue      | PJ | V                | D                | Pr/N             | Min              | BC               | Moy              | % Arr            | Bl               | Pun              | PJ               | V | D                    | Min                  | BC                   | Moy                  | % Arr                | Bl                   | Pun                  |                      |                      |
| 1975-1976  | Canadien junior de Montréal  | LHJMQ      | 23 |                  |                  |                  | 1 376            | 81               | 3,53             |                  | 2                | 7                | -                | - | -                    | -                    | -                    | -                    | -                    | -                    | -                    |                      |                      |
| 1976-1977  | Canadien junior de Montréal  | LHJMQ      | 41 |                  |                  |                  | 2 006            | 182              | 5,44             |                  | 1                | 8                | -                | - | -                    | -                    | -                    | -                    | -                    | -                    | -                    |                      |                      |
| 1977-1978  | Éperviers de Verdun          | LHJMQ      | 61 |                  |                  |                  | 3 395            | 251              | 4,44             |                  | 0                | 27               | 13               |   |                      | 780                  | 51                   | 3,92                 |                      | 0                    |                      |                      |                      |
| 1977-1978  | Canadien junior de Montréal  | LHJMQ      | 61 | 33               | 20               | 6                | 3 397            | 251              | 4,43             |                  | 0                | 51               | 13               | 8 | 5                    | 780                  | 51                   | 3,92                 |                      | 0                    | 6                    |                      |                      |
| 1978-1979  | Éperviers de Verdun          | LHJMQ      | 67 |                  |                  |                  | 3 630            | 230              | 3,8              |                  | 4                |                  | 11               |   |                      | 610                  | 46                   | 4,52                 |                      | 0                    |                      |                      |                      |
| 1978-1979  | Canadien junior de Montréal  | LHJMQ      | 67 | 37               | 17               | 8                | 3 628            | 230              | 3,8              |                  | 4                |                  | 11               | 5 | 5                    | 610                  | 46                   | 4,53                 |                      | 0                    | 17                   |                      |                      |
| 1979-1980  | Bruins de Boston             | LNH        | 1  | 0                | 0                | 0                | 40               | 2                | 3                | 84,6             | 0                |                  | -                | - | -                    | -                    | -                    | -                    | -                    | -                    | -                    |                      |                      |
| 1979-1980  | Dusters de Binghamton        | LAH        | 6  | 0                | 5                | 0                | 265              | 26               | 5,89             |                  | 0                | 0                | -                | - | -                    | -                    | -                    | -                    | -                    | -                    | -                    |                      |                      |
| 1979-1980  | Owls de Grand Rapids         | LIH        | 35 |                  |                  |                  | 1 995            | 135              | 4,06             |                  | 0                | 29               | -                | - | -                    | -                    | -                    | -                    | -                    | -                    | -                    |                      |                      |
| 1980-1981  | Indians de Springfield       | LAH        | 23 | 12               | 11               | 0                | 1 300            | 79               | 3,45             |                  | 1                | 29               | -                | - | -                    | -                    | -                    | -                    | -                    | -                    | -                    |                      |                      |
| 1980-1981  | Bruins de Boston             | LNH        | 10 | 3                | 4                | 1                | 505              | 24               | 2,85             | 88,3             | 0                | 7                | 1                | 0 | 1                    | 20                   | 3                    | 9                    | 75                   | 0                    | 0                    |                      |                      |
| 1981-1982  | Blades d'Érié                | LAH        | 2  | 1                | 1                | 0                | 119              | 8                | 4,04             |                  | 0                | 0                | -                | - | -                    | -                    | -                    | -                    | -                    | -                    | -                    |                      |                      |
| 1981-1982  | Bruins de Boston             | LNH        | 44 | 22               | 16               | 4                | 2 516            | 144              | 3,43             | 86,5             | 1                | 35               | -                | - | -                    | -                    | -                    | -                    | -                    | -                    | -                    |                      |                      |
| 1982-1983  | Bruins de Boston             | LNH        | 9  | 6                | 3                | 0                | 514              | 33               | 3,85             | 85,8             | 0                | 4                | -                | - | -                    | -                    | -                    | -                    | -                    | -                    | -                    |                      |                      |
| 1982-1983  | Skipjacks de Baltimore       | LAH        | 22 | 8                | 11               | 1                | 1 260            | 97               | 4,62             |                  | 0                | 12               | -                | - | -                    | -                    | -                    | -                    | -                    | -                    | -                    |                      |                      |
| 1983-1984  | Kings de Los Angeles         | LNH        | 21 | 3                | 14               | 4                | 1 206            | 87               | 4,33             | 86,1             | 0                | 10               | -                | - | -                    | -                    | -                    | -                    | -                    | -                    | -                    |                      |                      |
| 1983-1984  | Alpines de Moncton           | LAH        | 16 | 6                | 7                | 3                | 858              | 45               | 3,15             |                  | 0                | 18               | -                | - | -                    | -                    | -                    | -                    | -                    | -                    | -                    |                      |                      |
| 1984-1985  | Canadiens de Sherbrooke      | LAH        | 1  | 0                | 0                | 0                | 32               | 5                | 9,37             |                  | 0                | 0                | -                | - | -                    | -                    | -                    | -                    | -                    | -                    | -                    |                      |                      |
| 1984-1985  | Oilers d'Edmonton            | LNH        | 1  | 0                | 1                | 0                | 32               | 2                | 3,71             | 77,8             | 0                | 0                | -                | - | -                    | -                    | -                    | -                    | -                    | -                    | -                    |                      |                      |
| 1984-1985  | Oilers de la Nouvelle-Écosse | LAH        | 17 | 8                | 7                | 1                | 1 010            | 45               | 2,67             |                  | 0                | 14               | 6                | 2 | 4                    | 406                  | 25                   | 3,69                 |                      | 0                    | 9                    |                      |                      |
| 1985-1986  | HC Ambrì-Piotta              | LNA        | 16 |                  |                  |                  |                  |                  | 4,63             |                  |                  |                  | -                | - | -                    | -                    | -                    | -                    | -                    | -                    | -                    |                      |                      |
| 1993-1994  | HC Ambrì-Piotta              | LNA        | 6  |                  |                  |                  |                  |                  | 5,61             |                  |                  | 4                | -                | - | -                    | -                    | -                    | -                    | -                    | -                    | -                    |                      |                      |
| 1994-1995  | GDT Bellinzona               | 1re ligue  | 33 |                  |                  |                  |                  |                  |                  |                  |                  |                  | -                | - | -                    | -                    | -                    | -                    | -                    | -                    | -                    |                      |                      |
| Totaux LNH | Totaux LNH                   | Totaux LNH | 86 | 34               | 38               | 9                | 4 814            | 292              | 3,64             | 86,2             | 1                | 56               | 1                | 0 | 1                    | 20                   | 3                    | 9                    |                      | 0                    | 0                    |                      |                      |